# Géospize modeste
Camarhynchus pauper
Espèce
Statut de conservation UICN

 CR B1ab(v) : 
En danger critique
Le Géospize modeste (Camarhynchus pauper) est une espèce de passereau de la famille des Thraupidae.

## Répartition
Cet oiseau est endémique à l'île Floreana (Îles Galápagos).